# Mont Takht-e Soleyman
Le mont Takht-e Soleyman (persan : قله تخت سلیمان (ایران)) est un sommet en Iran culminant à 4 659 mètres d'altitude dans le massif de Takht-e Soleyman, au nord de l'Alam Kuh (4 850 m), au sein de la chaîne de l'Elbourz.